# Canton de Limoges-Condat
Le canton de Limoges-Condat est une ancienne division administrative française située dans le département de la Haute-Vienne et la région Nouvelle-Aquitaine. À la suite du redécoupage cantonal de 2014, le canton est fondu dans ceux de Condat-sur-Vienne, Limoges-6, Limoges-7 et Limoges-8.

## Représentation
| Période | Période | Identité                 | Étiquette   | Qualité |
| ------- | ------- | ------------------------ | ----------- | --- |
| 1973    | 1982    | André Carrié (1907-1996) | PS          | Tourneur sur bois, 1er adjoint au maire de Limoges (1971-1983) |
| 1982    | 2008    | Gilbert Chapeaublanc     | PS puis MRC | Technicien PTT, conseiller municipal de Limoges (1983-1995) |
| 2008    | 2015    | Annick Morizio           | PS          | Diététicienne-nutritioniste, députée suppléante (2012-2017), conseillère municipale de Condat-sur-Vienne (2014-2020) Elue en 2015 dans le Canton de Condat-sur-Vienne |

## Composition
Le canton de Limoges-Condat groupe 4 communes et compte 19 628 habitants au recensement de 2010.
| Communes          | Population (2012) | Code postal | Code Insee |
| ----------------- | ----------------- | ----------- | ---------- |
| Condat-sur-Vienne | 4 692             | 87920       | 87048      |
| Limoges           | 11 381            | 87000       | 87085      |
| Solignac          | 1 506             | 87110       | 87192      |
| Le Vigen          | 2 049             | 87110       | 87205      |

## Démographie
| 1962 | 1968 | 1975 | 1982 | 1990 | 1999   | 2006   | 2010   |
| ---- | ---- | ---- | ---- | ---- | ------ | ------ | ------ |
| -    | -    | -    | -    | -    | 18 842 | 19 145 | 19 628 |